# فرودگاه ژزقازغان
فرودگاه ژزقازغان  (به انگلیسی: Zhezkazgan Airport)  یک فرودگاه همگانی  با کد یاتا DZN است که یک باند فرود بتن دارد و طول باند آن ۲۶۰۰ متر است. این فرودگاه در شهر  ژزقازغان کشور قزاقستان قرار دارد و در ارتفاع ۳۸۱ متری از سطح دریا واقع شده است.